# 向谷地生良
向谷地 生良（むかいやち いくよし、1955年12月19日 - ）は、日本のソーシャルワーカー。元浦河赤十字病院ソーシャルワーカー（1978年4月 - 2003年3月）。

## 来歴
青森県十和田市生まれ。青森県立三本木高等学校を卒業。1978年、北星学園大学文学部社会福祉学科（現社会福祉学部）を卒業。在学中は、親からの仕送りを断り、特別養護老人ホームに住み込みでアルバイトをし、北海道難病団体連絡協議会（なんびょうれん）で筋ジストロフィーなどの難病の当事者のボランティア活動（青い鳥）なども行なった。
北海道日高にある総合病院浦河赤十字病院医療社会事業部に精神科専属のソーシャルワーカーとして勤務。同病院では、患者に住所・連絡先を書いた名刺を配って歩き、24時間どこへでも駆けつけるスタイルの実践を展開し、退院後の患者たちと古い教会堂で共同生活も行った。
1979年4月より、町の古い教会堂（浦河教会、後の浦河べてるの家）を、拠点として精神障害を持つメンバーと共に、当事者の交流活動と共に共同生活（3年間）を開始。1982年、当時研修医として赴任してきた精神科医の川村敏明（第9回若月賞受賞）と出会い、1984年4月には日高昆布の下請けを足掛かりに起業をめざし精神障害を経験した当事者たちの活動拠点浦河べてるの家の設立に関わる。精神障害を体験した若者たちの地域貢献、社会進出を旗印に「商売」として日高昆布の産地直送、紙おむつの宅配に挑戦。1992年から、浦河べてるの家にSSTを取り入れ、当事者研究などの新しい分野も開拓する。
1993年6月には、べてるのメンバーの他、全国の出資者を得て有限会社福祉ショップべてるを設立（べてる総会、後のべてる祭りをはじめる）。その後、本格的に福祉関連事業に進出、その他、出版事業、教育研修事業、メンテナンス、配送、赤十字病院の給食関連業務の請負、地域の企業とのタイアップ事業などに総勢100名をこえる当事者が関わる規模に成長。浦河べてるの家は、厚生労働省および国立精神・神経センターから、三鷹の巣立ち会、大阪のさわ病院等と共に、日本の精神保健におけるベストプラクティスのひとつに選ばれている。
2001年に「当事者研究」を創案し、メンバーの自助、スタッフの相談支援に取り入れる。2002年、全国ではじめて当事者が理事長・施設長に就任し、社会福祉法人を設立。2003年4月より、北海道医療大学看護福祉学部臨床福祉学科（精神保健福祉士養成コース准教授、2008年教授）で教鞭をとりながら、べてるの家がある浦河と全国各地をメンバーとともに「当事者研究」の普及を目指した。
2021年、北海道医療大学大学院・学部・先端研究推進センター特任教授（名誉教授）に就任する。同年、定年退職。学校法人北星学園理事。
べてるの家は1999年度日本精神神経学会第１回医療奨励賞、2000年度若月賞（川村敏明医師）、2003年毎日福祉賞及び保健文化賞（浦河べてるの家）、2005年札幌弁護士会人権賞、2013年度リリー賞（佐々木実理事長）、2014年度精神障害者リハビリテーション学会ベストプラクティス賞（浦河べてるの家）を受賞した。向谷地自身も、2019年に毎日出版文化賞（医学書院・ケアをひらくシリーズ企画部門－「べてるの家の非援助論・べてるの家の当事者研究・技法以前」他）を代表で受賞した。

## 関係書籍
- 浦河べてるの家『べてるの家の「非」援助論　そのままでいいと思えるための25章』医学書院 2002年　ISBN-10 : 4260332104
- 浦河べてるの家『べてるの家の「当事者研究」』医学書院 2005年
- 向谷地生良『「べてるの家」から吹く風』いのちのことば社 2006年　ISBN-10 : 4264039010
- 向谷地生良『安心して絶望できる人生』NHK出版 2006年
- 小澤勲編著『ケアってなんだろう』医学書院〈シリーズ ケアをひらく〉、2006年4月。ISBN 978-4260002660。 - 向谷地は対談相手の一人
- 共著『認知行動療法、べてる式。』医学書院 2007年
- 向谷地生良『べてるな人々』 第1集-第4集』一麦社 2008年
- 共著『退院支援、べてる式。』医学書院 2008年
- 向谷地生良『統合失調症を持つ人への援助論』金剛出版 2008年
- 共著『ゆるゆるスローなべてるの家 〜ぬけます、おります、なまけます〜』大月書店 2009年
- 編集協力『レッツ!当事者研究 1』コンボ 2009年
- 向谷地生良『技法以前』医学書院 2009年
- 共著『統合失調症』医学書院 2013年
- 向谷地生良、伊藤伸二『吃音の当事者研究: どもる人たちが「べてるの家」と出会った』金子書房　2013年
- 向谷地生良『精神障害と教会』いのちのことば社 2015年
- 向谷地生良『増補改訂 「べてるの家」から吹く風』いのちのことば社、2018年
- 向谷地生良、浦河べてるの家『新・安心して絶望できる人生 「当事者研究」という世界』一麦出版社、2018年
- 編集『日めくり まいにちべてる』いのちのことば社 2018年
- 雨宮処凛編著『この国の不寛容の果てに　相模原事件と私たちの時代』大月書店、2019年。ISBN 978-4-272-33097-3。
- 向谷地生良・高橋源一郎他『弱さの研究ー弱さで読み解くコロナの時代』くんぷる　2020年　ISBN-10 : 4875510519